# Frans van der Veen
Franciscus Christian van der Veen (Almelo, 1919. március 25. – 1975. május 4.), holland válogatott labdarúgó.
A holland válogatott tagjaként részt vett az 1938-as világbajnokságon.